# Pojoaque, New Mexico
Pojoaque, New Mexico (енгл. Pojoaque) насељено је место без административног статуса у америчкој савезној држави Њу Мексико.

## Демографија
По попису из 2010. године број становника је 1.907, што је 646 (51,2%) становника више него 2000. године.
| Група             | 2000.       | 2010.         |
| Белци             | 252 (20,0%) | 324 (17,0%)   |
| Афроамериканци    | 7 (0,6%)    | 15 (0,8%)     |
| Азијати           | 0 (0,0%)    | 8 (0,4%)      |
| Хиспаноамериканци | 784 (62,2%) | 1.294 (67,9%) |
| Укупно            | 1.261       | 1.907         |